# 別府鉄道
別府鉄道株式会社（べふてつどう）は、かつて兵庫県南西部で鉄道事業を行っていた会社である。1984年（昭和59年）に鉄道事業撤退後は、タクシー・貸切バス事業者として営業継続した。本社は兵庫県加古川市。鉄道事業は貨物輸送が主体だったが、旅客営業も行っていた。輸送量減少により、1984年の国鉄ダイヤ改正を機に、貨物輸送の維持が出来なくなり、全線廃止された。
2010年（平成22年）1月、同社から一部の部門が独立する形で、別府タクシーへタクシー事業・派遣事業・運行管理事業を譲渡した。以後、不動産管理会社として存続している。2012年11月30日より多木化学による完全子会社化を予定していたが中止となった。2017年に株式の追加取得が行われ、完全子会社化が完了した。

## 歴史
創業時の社名は別府軽便鉄道。別府港にある、創業者の多木久米次郎が経営する化学肥料製造会社の多木製肥所（現在の多木化学）の肥料製品を積み出すための鉄道として、1921年に野口線が開業、1923年に土山線が開業した。
戦時中は野口線が不要不急線として休止され、資材も供出させられたが、土山線は肥料輸送の重要性が認められ存続した（野口線は1947年運行再開）。なお、1946年に別府鉄道に社名変更している。また、1944年に別府港で操業を開始した製鉄化学工業（現・住友精化）の製品輸送を担うようになった。1966年には土山線沿線に川崎重工業の車両工場が新設され、そこで新製された貨車の搬出にも利用された。
1961年（昭和36年）にタクシー部門を設立した。
両路線とも、地域の足として親しまれてきたが、地元還元が主目的でおまけ的存在であった旅客輸送は近代化がされず、クラシックな気動車や果ては混合列車がのんびりと運転されるだけであった（特に土山線は乗客が1日数名という日も珍しくなかった）。別府に乗り入れる山陽電気鉄道とは列車本数やスピードで勝負にならず、旅客輸送は低迷を続けていた。とはいえ、野口線は加古川市の行政施設が集中する野口へ乗り入れていたことや、沿線に各種工場があった（多木化学、住友精化、テイエルブイ、ニシカワ食品など）ことから、通勤客などが僅かに利用していたが、それも廃止直前にはほとんどいなくなっていた。
1980年代に入り国鉄貨物営業の縮小の影響を受け、土山線を経て土山駅で国鉄線へ受け渡す貨物輸送ができなくなくなったこと、更に野口駅で接続する国鉄高砂線が1984年中に廃止が取り沙汰されたこともあり、1984年2月1日に鉄道全線が廃止された。最終営業日となった1984年1月31日は積雪の少ない当地で19cm（姫路）の積雪の中、お別れ列車が運行された。
廃止までの経緯から、鉄道代替バスを運転しても採算が取れないことからバス代替は行われなかった。現在廃線跡は主に遊歩道に転用されている。
2009年（平成21年）11月、木下運輸と多木化学の合資で別府タクシー株式会社を設立。2010年（平成22年）1月、一部の部門が独立する形で、別府鉄道のタクシー事業・派遣事業・運行管理事業を別府タクシーへ譲渡した。

## 沿革
- 1911年（明治44年）10月18日 - 軽便鉄道免許状下付（加古川-別府間）[9]。
- 1913年（大正2年）
  - 8月22日 - 軽便鉄道免許失効（指定ノ期限内ニ工事施工認可申請ヲ為ササルタメ）[10]。
  - 11月21日 - 軽便鉄道免許状下付（加古郡野口村-同郡別府村間）[11]。
- 1915年（大正4年）7月5日 - 別府軽便鉄道株式会社として設立[12][13]。
- 1920年（大正9年）1月29日 - 鉄道免許状下付（加古郡別府村-同郡阿閇村間）[14]。
- 1921年（大正10年）9月3日 - 野口線 野口駅 - 別府港駅 - 港口駅間が開業[15]。
- 1923年（大正12年）3月18日 - 土山線 別府港駅 - 新土山駅（のちの土山駅）間が開業[16]。
- 1932年（昭和7年）4月8日 - ガソリン動力併用認可[12]。
- 1946年（昭和21年）4月2日 - 別府鉄道株式会社に社名変更。
- 1961年（昭和36年） - タクシー部門を設立。
- 1984年（昭和59年）2月1日 - 野口線・土山線廃止、鉄道事業から撤退[8]。
- 2009年（平成21年）11月 - 木下運輸株式会社と多木化学株式会社の合資により「別府タクシー株式会社」設立。
- 2010年（平成22年）1月 - 別府鉄道のタクシー事業・派遣事業・運行管理事業を別府タクシーへ譲渡。不動産管理事業部門のみ存続。
- 2012年（平成24年）10月26日  - 取締役会において多木化学の完全子会社化を決議[1]。
- 2012年（平成24年）11月29日 - 多木化学の完全子会社化の中止[17]。
- 2017年（平成29年）3月24日 - 多木化学の完全子会社化[7]。

## タクシー事業
営業所（車庫）の所在地
- 本社・タクシー部

兵庫県加古川市別府町緑町8番地
乗合タクシー

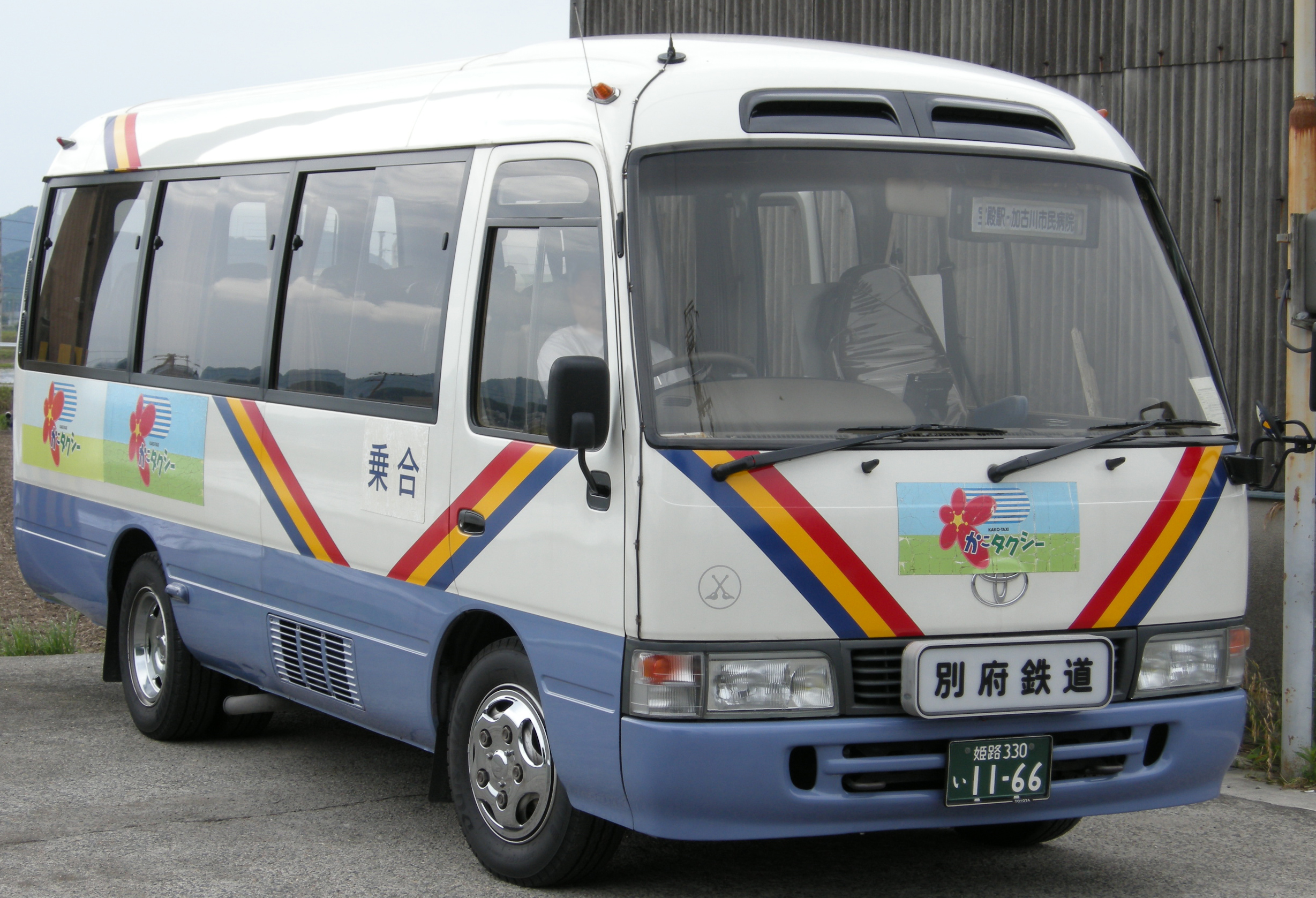
かこタクシーで使用された別府鉄道のマイクロバス。
（2009年6月）

- かこバスミニを他社と共同で受託運行していた。

## 鉄道事業
路線
加古川市東南端の別府港駅から二股に延びる、高砂線（1984年12月1日廃止）野口駅までの野口線と、山陽本線土山駅までの土山線の2路線を有していた。
- 野口線（野口 - 港口、4.3km）
- 土山線（別府港 - 土山、4.1km）

※野口線の別府港 - 港口間は1926年廃止。
車両
各路線の項目（野口線、土山線）を参照。

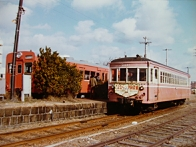
別府鉄道野口線を走ったキハ101形気動車
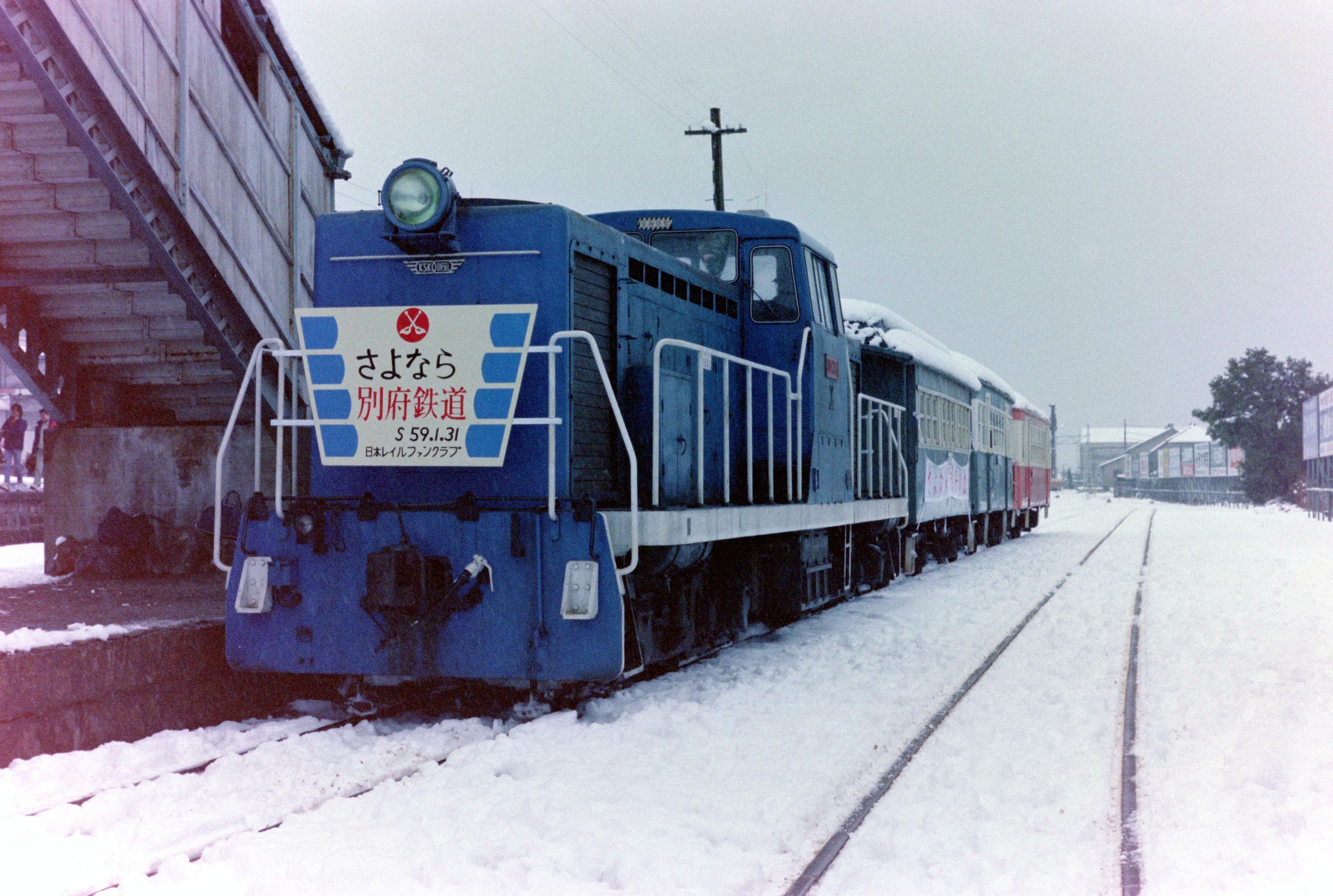
鉄道営業最終日の土山駅に停車中のDD1351+ハフ7+ハフ5+キハ2 （1984年1月31日)
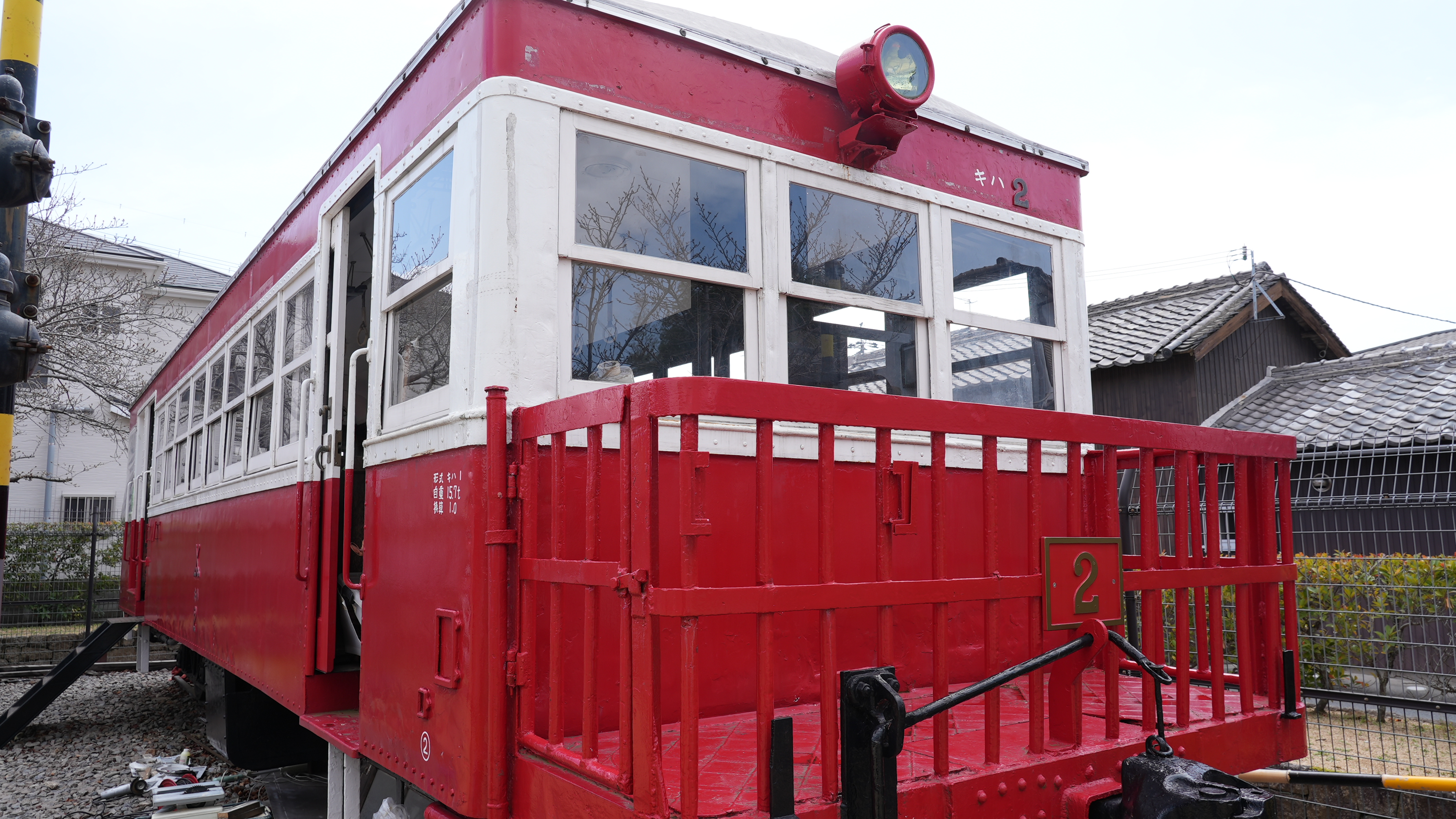
円長寺駅跡の円長寺広場に静態保存される気動車 キハ2
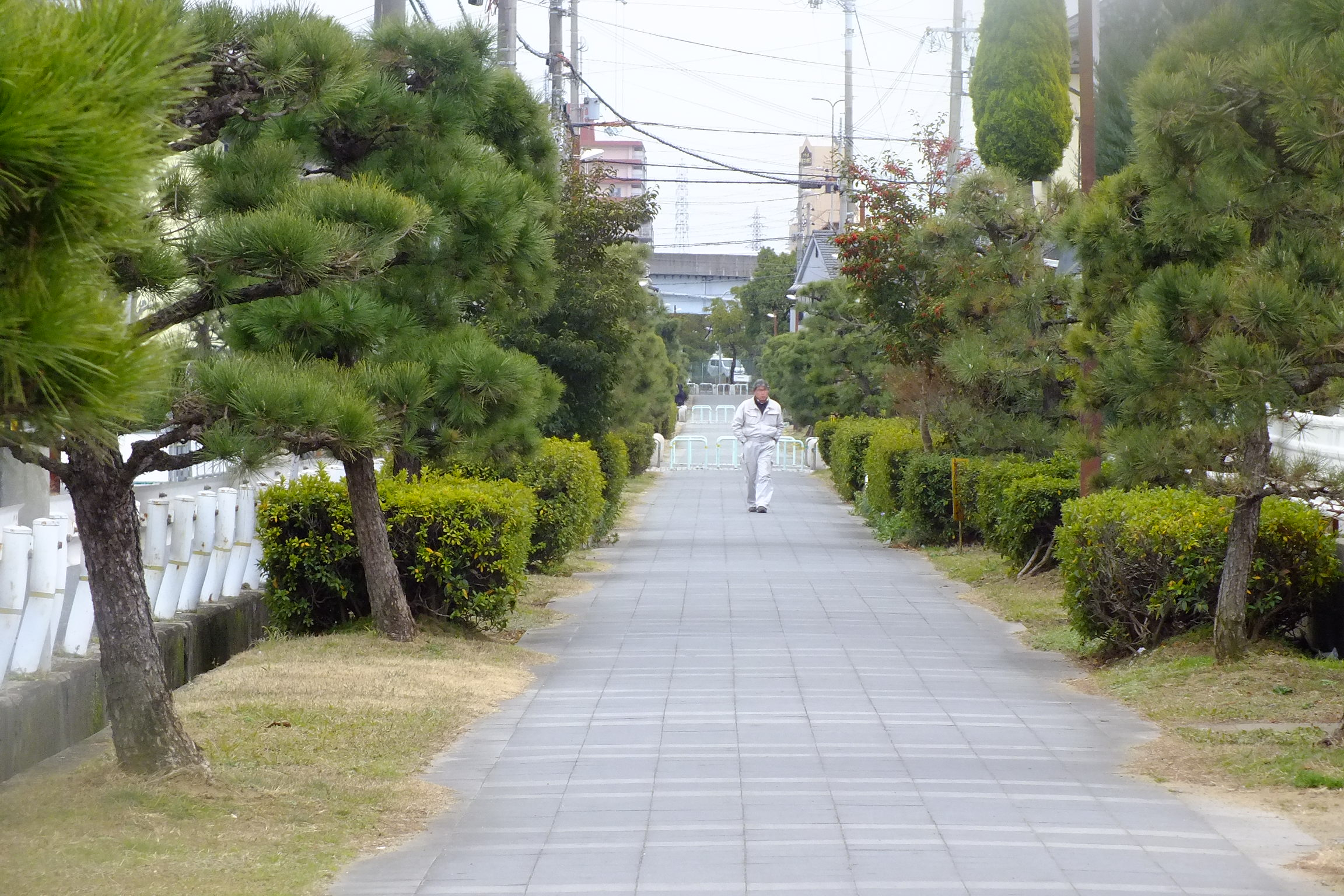
歩道として整備された別府鉄道野口線跡